# Natália Correia
Natália de Oliveira Correia (ur. 13 września 1923 w Fajã de Baixo (Ponta Delgada), zm. 16 marca 1993 w Lizbonie) – portugalska intelektualistka, poetka i działaczka społeczna, autorka „Hino dos Açores”, hymnu Regionu Autonomicznego Azorów. 

## Życiorys
Natália de Oliveira Correia jako dziecko przeniosła się do Lizbony, gdzie później ukończyła studia. Swoją działalność literacką rozpoczęła bardzo wcześnie. Była ważną postacią współczesnej poezji portugalskiej. Jej twórczość oprócz poezji obejmowała także eseistykę, badania teatralne i literackie. Nie była przywiązana do żadnego nurtu literackiego. Początkowo związana z surrealizmem, ale później zaliczona do twórców romantycznych. Wybitna bojowniczka w walce z faszyzmem, co poruszała w swoich książkach, zatrzymywanych przez cenzurę. Była ważną postacią portugalskiej kultury i literatury z lat 50. i 60. XX w. Znana ze swojej energicznej i kontrowersyjnej osobowości, co znajdowało odzwierciedlenie w jej pisarstwie. Współpracowała z kilkunastoma gazetami i czasopismami, często przy wielu publikacjach krajowych i zagranicznych. Była członkinią parlamentu i założycielką Narodowego Frontu Obrony Kultury. Wielokrotnie interweniowała politycznie w sprawach kultury i dziedzictwa, w obronie praw człowieka i praw kobiet. Zawsze odwoływała się do literatury jako formy interwencji społecznej, mając aktywną rolę w przeciwstawianiu się faszystowskiemu Nowemu Państwu. Jej prace były tłumaczone na kilka języków.

## Twórczość
- Książki poetyckie: Rio de Nuvens (1947), Poemas (1955), Dimensão Encontrada (1957), Passaporte (1958), Comunicação (1959), Cântico do País Imerso (1961), O Vinho e a Lira (1966), Mátria (1968), As Maçãs de Orestes (1970), Mosca Iluminada (1972), O Anjo do Ocidente à Entrada do Ferro (1973), Poemas a Rebate (1975), Epístola aos Iamitas (1976), O Dilúvio e a Pomba (1979), Sonetos Românticos (1990), O Armistício (1985), O Sol das Noites e o Luar nos Dias (1993), Memória da Sombra (1994, com fotos de António Matos).
- Fikcja: Anoiteceu no Bairro (1946), A Madona (1968), A Ilha de Circe (1983).
- Teatr: O Progresso de Édipo (1957), O Homúnculo (1965), O Encoberto (1969), Erros meus, má fortuna, amor ardente (1981), A Pécora (1983).
- Eseje: Poesia de arte e realismo poético (1958), Uma estátua para Herodes (1974).
- Inne: Descobri que era Europeia (1951, relacja z podróży), Não Percas a Rosa (1978 – dziennik), A questão académica de 1907 (1962), Antologia da Poesia Erótica e Satírica (1966), Cantares Galego-Portugueses (1970), Trovas de D. Dinis (1970), A Mulher (1973), O Surrealismo na Poesia Portuguesa (1973), Antologia da Poesia Portuguesa no Período Barroco (1982), A Ilha de São Nunca (1982)[2].